# Qiaodian Zhen
Qiaodian Zhen (kinesiska: 乔甸, 乔甸镇) är en köping i Kina. Den ligger i provinsen Yunnan, i den sydvästra delen av landet, omkring 220 kilometer väster om provinshuvudstaden Kunming. Antalet invånare är 21 674. Befolkningen består av 10 563 kvinnor och 11 111 män. Barn under 15 år utgör 20,0 %, vuxna 15-64 år 72 %, och äldre över 65 år 7,0 %.
Genomsnittlig årsnederbörd är 919 millimeter. Den regnigaste månaden är augusti, med i genomsnitt 222 mm nederbörd, och den torraste är januari, med 7 mm nederbörd.